# 茨赫尼斯茨卡利河
42°07′31″N 42°17′56″E / 42.1252°N 42.2989°E

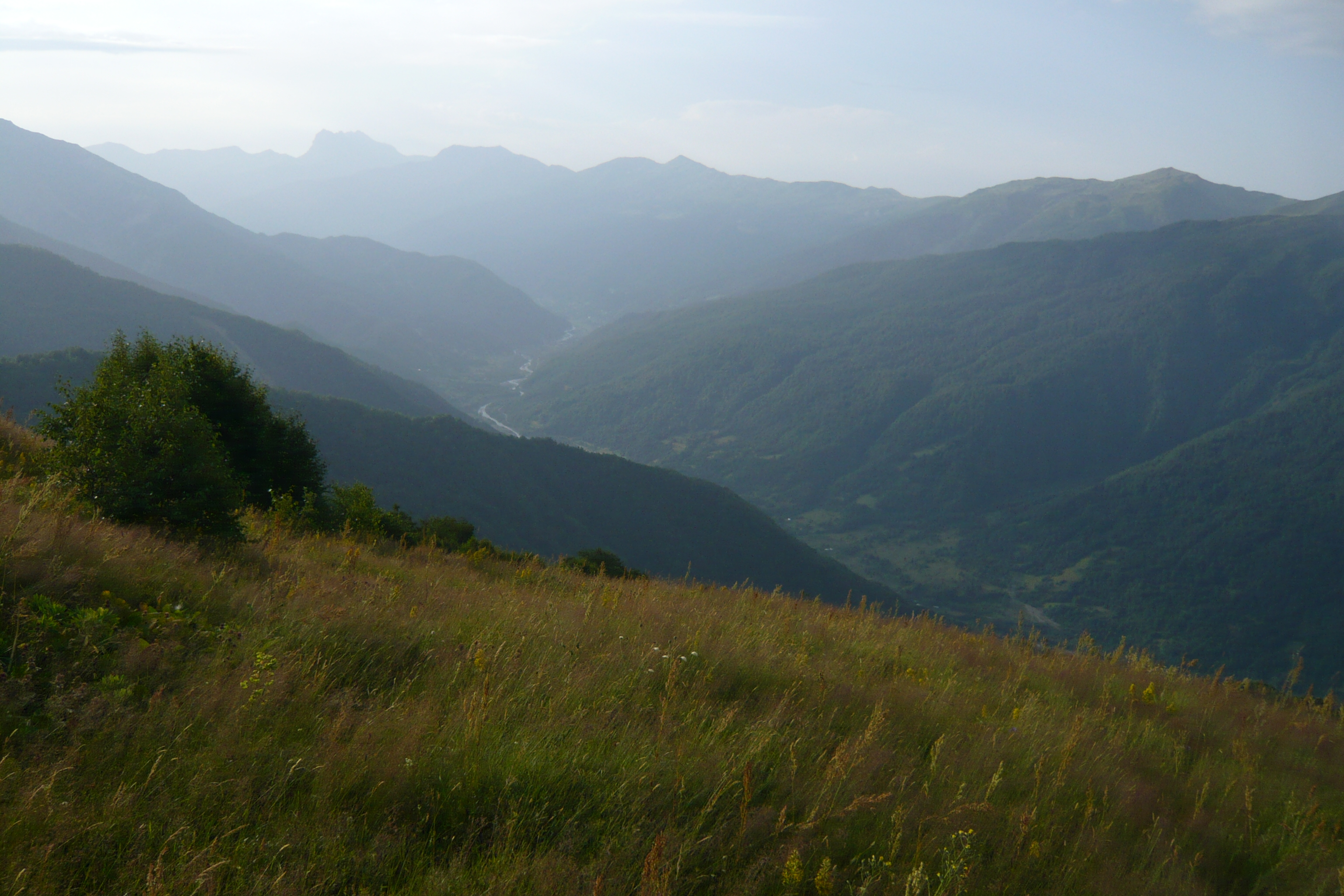

茨赫尼斯茨卡利河是格魯吉亞的河流，位於該國北部，屬於里奥尼河的支流，發源自高加索山脈，河道全長176公里，流域面積2,120平方公里，河畔城鎮有倫泰希和察蓋里。